# Andreas Bjørkum
Andreas Aarskog Bjørkum (30 de marzo de 1932 - 1 de abril de 2014) fue un filólogo noruego especializado en dialectología. 
Nació en Årdal y creció en Nattvik. Terminó sus estudios secundarios en Eidsvoll en 1953 y se graduó en la Universidad de Oslo con el grado de cand.philol. en 1962. Trabajó para el proyecto Norsk ordbok, luego como asistente de investigación en el Archivo de Dialecto Noruego (ahora una sección en el Departamento de Estudios escandinavos y Lingüística de la Universidad de Oslo). Después de una beca de investigación 1968-1972, publicó su tesis doctoral Generasjonsskilnad i indresognsmål en 1974.
Fue docente en la Universidad de Oslo desde 1973, entonces profesor desde 1984 hasta su jubilación en 2002. Los dialectos en los que ha publicado importantes trabajos académicos incluyen Inner Sogn, Gudbrandsdalen, Oppdal y Suldal. Él escribió extensamente en el dialecto utilizado en autorías noruegas conocidas, como Olav H. Hauge en el libro Målmeistaren frå Ulvik (1998). Él siguió con libros similares sobre Tarjei Vesaas (2010), Sjur Bygd (2011) y Johannes Heggland (2012). En 2004 publicó la historia local Soga om Viki og Vikadalen. Garden, grendi, ætti.
En 1992 se convirtió en miembro de la Academia Noruega de Ciencias y Letras. A Festschrift was issued to his 70th birthday. A Festschrift se emitió a su cumpleaños número 70. Fue un miembro del comité profesional del Consejo Noruego de Idioma 1980-1992. Era activo en Norsk Måldyrkingslag, Amigos de Det Norske Teatret y Noregs Ungdomslag, este último como líder local en el distrito de Oslo. Fue conocido por escribir sus 230 artículos en la escritura a mano, sin usar una computadora.
Estaba casado con Ragna Myrstad desde 1968 hasta su muerte en 1996. Su hijo Per Saemund Bjørkum es un violinista de la Filarmónica de Oslo. Él residía en Hosle, más tarde Hvalstad. Murió en abril de 2014.